# Phytodietus elongator
Phytodietus elongator là một loài tò vò trong họ Ichneumonidae.